# Леонтьев, Николай Николаевич
Никола́й Никола́евич Лео́нтьев (22 мая 1926, Москва — 10 июля 2009, Москва) — советский и российский учёный в области строительной механики и теории упругости, профессор, доктор технических наук, член-корреспондент РААСН.

## Биография
Н. Н. Леонтьев родился 22 мая 1926 года в Москве. Отец — инженер-строитель. В 1934-1941 годах учился в школе, но окончил только 7 классов, после возвращения из эвакуации среднее образование завершал в школе рабочей молодежи. В 1949 году окончил с отличием факультет Промышленного и гражданского строительства Московского инженерно-строительного института, а в 1952 году аспирантуру при кафедре Строительной механики (научный руководитель — В. З. Власов). С 1954 года — доцент, с 1971 года — профессор кафедры строительной механики МИСИ-МГСУ, в 1975-2005 годах — заведующий этой кафедрой. В 1973 году присвоено учёное звание профессора.
Многие годы был членом Учёного совета МГСУ, Учёного совета факультета ПГС, председателем специализированного диссертационного совета МГСУ, председателем Научно-методического совета по сопротивлению материалов, строительной механике и теории упругости Министерства высшего образования. Много лет был деканом факультетов Промышленного и гражданского строительства (КПГС), Теплоэнергетического строительства (ТЭС).
В 1963-1965 годах по направлению Министерства высшего образования СССР Н. Н. Леонтьев работал руководителем группы советских преподавателей и советником ректора Национального политехнического института Камбоджи. В 1971-1974 годах работал советником ректора Национальной инженерной школы Туниса, где организовал подготовку инженеров-строителей. В этих институтах он преподавал строительную механику на французском языке.
Награждён орденом «Знак Почёта», двумя орденами Камбоджи, Почётным знаком «Отличник высшей школы».
Н. Н. Леонтьев — Заслуженный деятель науки и техники РСФСР (1991 год), член-корреспондент Российской Академии архитектуры и строительных наук (1994 год), Почётный профессор МГСУ (1998 год), Почётный строитель Москвы (2001 год), Почётный строитель России (2006 год).
Скончался 10 июля 2009 года, похоронен на Пятницком кладбище Москвы.
Сын Андрей — кандидат технических наук (1979), специалист по динамике стержневых систем.

## Научный вклад
В 1952 году Н. Н. Леонтьев защитил кандидатскую диссертацию на тему: «Приложение вариационного метода Власова к расчету фундаментов гидротехнических сооружений».
В 1950-х годах Н. Н. Леонтьев вместе в В. З. Власовым совместно развивали научное направление вариационных и численных методов строительной механики, в частности, расчёта стержневых и тонкостенных пространственных систем. В дальнейшем Н. Н. Леонтьев работал в области теории расчёта пластин и оболочек при различных воздействиях (статических, динамических, термических), а также в области теории расчёта сооружений на упругом основании.
В 1971 году защитил докторскую диссертацию на тему: «Балки, плиты и оболочки на упругом основании».
Н. Н. Леонтьев вёл активную преподавательскую работу, написал ряд учебников и учебных пособий. Его учениками защищено 3 докторские и более 30 кандидатских диссертаций.

### Основные работы
Н. Н. Леонтьев опубликовал более 100 работ, в том числе:
- Балки, плиты и оболочки на упругом основании / В. З. Власов, Н. Н. Леонтьев. — М. : Физматгиз, 1960. — 491 с.
- Василий Захарович Власов. Очерк о жизни и творчестве / Н. Н. Леонтьев. — М.: Госстройиздат, 1963. — 76 с.
- Метод конечных элементов в задачах теории сооружений : Учеб. пособие / Н. Н. Леонтьев, И. И. Демин. — М.: МИСИ, 1979. — 75 с.
- Вариационные принципы строительной механики и основные теоремы об упругих системах: Учеб. пособие / Н. Н. Леонтьев, Д. Н. Соболев. — М.: МИСИ, 1980. — 52 с.
- Основы строительной механики стержневых систем : учеб. для вузов / Н. Н. Леонтьев, Д. Н. Соболев, А. А. Амосов. — М. : Изд-во АСВ, 1996. — 541 с. — ISBN 5-87829-023-5.